# Jean-Marc Irollo
Jean-Marc Irollo   (né le 25 janvier 1956 à Neuilly-sur-Seine et mort le 18 septembre 2020 à Paris) est un historien d'art français ayant publié des catalogues, plusieurs études spécialisées ainsi que des ouvrages de vulgarisation notamment sur les Étrusques et l'Antiquité romaine.

## Biographie
Né en 1956, Jean-Marc Irollo est écrivain, historien de l'art, conférencier des Musées Nationaux. Il est directeur adjoint des ressources humaines au musée du Louvre. Il a été fait chevalier dans l'ordre des Arts et des Lettres par le ministre de la culture et de la communication en janvier 2007.

## Distinctions
- Chevalier de l'ordre des Arts et des Lettres (2007)

## Principales publications
- Mémoires en aquarelle : châteaux et jardins disparus des Hauts-de-Seine, Ed. Hartmann, 2001
- Histoire des Étrusques : L’antique civilisation toscane VIIIe – Ier siècle avant Jésus-Christ, Ed. Perrin, 2004 - rééd. 2010  (ISBN 978-2-262-02837-4)
- Véronèse et Le Miracle des noces, éditions de la RMN, coll. Chercheurs d'art  (ISBN 2-7118-2669-4)
- La Peinture comme au théâtre. En France de 1783 à 1855, éditions de la RMN, coll. Chercheurs d'art
- Collectif avec Alain Blondel, Michèle Lefrançois, Barbara Mellor, (en)  Lempicka, éditions Flammarion, 2006  (ISBN 2-08-030549-2)
- Collectif avec Emmanuel Bréon, Marguerite Moquet, Paul Denis, Marie Madeleine Massé : "Les enfants modèles", éditions de la Réunion des Musées Nationaux, Paris 2009.
- Lipchitz, la force des racines, catalogue de l'exposition "Lipchtiz, les années françaises 1910-1940", éditions Somogy, Paris 2005
- Maurice Mazo et les maîtres, catalogue de l'exposition "Maurice Mazo", éditions Somogy, Paris, 2006
- Ameublement et décor de la résidence de France à Bucarest, éditions du Patrimoine, Paris 2013
- Tunis, Alger, Casablanca et la Méditerranée, catalogue de l'exposition "1925, quand l'Art déco séduit le monde", éditions Norma, Paris 2013
- La Résidence de France à Londres, éditions du Patrimoine, Paris 2014
- Pompéi, L'antiquité retrouvée, éditions Place des Victoires, Paris, 2014.
- La Résidence de France à Madrid, éditions du Patrimoine, Paris 2015.
- L'architecte, la commande et le pouvoir, catalogue de l'exposition "L'architecte", éditions Norma, Paris 2017